# Phractolaemus ansorgii
Phractolaemus ansorgii Boulenger, 1901 è un pesce osseo d'acqua dolce, unica specie appartenente alla famiglia Phractolaemidae.

## Descrizione
Si tratta di un pesce di forma allungata e di dimensioni medio-piccole (lunghezza massima 25 cm circa). Le pinne sono prive di raggi spiniformi. La testa è appiattita dorsalmente e con ossa craniche molto sviluppate. La narice anteriore è su un breve tubulo. La bocca è piccola ma può allungarsi a tubo.

## Distribuzione e habitat
È endemico dell'Africa occidentale tra il lago Nokoué in Benin e il fiume Cross in Camerun. È presente nei fiumi Osse, Ogun e nel delta del Niger nonché in alcuni tributari del fiume Congo in Repubblica del Congo e in Repubblica Democratica del Congo.
Il suo habitat sono stagni e pozze nella foresta.

## Biologia
Questo pesce è parzialmente in grado di respirare aria atmosferica grazie alla vescica natatoria alveolare, questo gli consente di colonizzare ambienti dove il tenore di ossigeno disciolto è molto basso.

### Alimentazione
Si nutre di piccole particelle alimentari, specie vegetali e di detrito.

### Riproduzione
La femmina depone diverse migliaia di uova.